# Dane (Name)
Dane ist ein männlicher Vorname und Familienname.

## Herkunft und Bedeutung
Für den englischen Familiennamen Dane sind mehrere Ableitungen möglich: Dane kann ein Herkunftsname sein, der ursprünglich eine Person aus Dänemark bezeichnete, oder er kann als eine Variante von Dean auftreten und dann entweder ein Berufs- oder ein Herkunftsname sein.
Von dem englischen Familiennamen mit seiner unterschiedlichen Etymologie abgeleitet ist ein gleichlautender englischer männlicher Vorname.
Außerdem existiert Dane als slawischer männlicher Vorname, als Kurzform von Bogdan bzw. Danijel.

## Namensträger

### Vorname
- Dane Bowers (* 1979), englischer Popsänger, Songwriter und Plattenproduzent
- Dane Byers (* 1986), kanadischer Eishockeyspieler
- Dane Cook (* 1972), amerikanischer Comedian und Schauspieler
- Dane DeHaan (* 1986), US-amerikanischer Schauspieler
- Dane Propoggia (* 1990), australischer Tennisspieler
- Dane Richards (* 1983), jamaikanischer Fußballspieler
- Dane Rudhyar (1895–1985), US-amerikanischer Komponist, Maler und Begründer der humanistischen Astrologie
- Dane Šijan (* 1977), serbischer Handballtorwart
- Dane Watts (* 1986), US-amerikanischer Basketballspieler
- Dane Zajc (1929–2005), slowenischer Dichter, Dramatiker und Autor

### Familienname
- Barbara Dane (1927–2024), US-amerikanische Musikerin, Musikproduzentin und Aktivistin
- Clemence Dane (1888–1965), britische Schriftstellerin und Drehbuchautorin
- Cornelius Dane (1956–2004), deutscher Schauspieler
- Elisabeth Dane (1903–1984), deutsche Biochemikerin
- Eric Dane (* 1972), US-amerikanischer Schauspieler
- Gerhard Dane (* 1942), deutscher katholischer Geistlicher und Buchautor
- Hendrik Dane, deutscher Botschafter und Ministerialbeamter
- Joseph Dane (1778–1858), US-amerikanischer Politiker
- Joseph Dane (Jurist) (1813–1882), deutscher Jurist und Abgeordneter der preußischen Nationalversammlung
- Karl Dane (Rasmus Karl Therkelsen Gottlieb; 1886–1934), US-amerikanischer Schauspieler
- Nathan Dane (1752–1835), US-amerikanischer Politiker
- Patricia Dane (1917–1995), US-amerikanische Schauspielerin
- Peter Dane (Schauspieler) (1918–1985), US-amerikanischer Schauspieler
- Peter Dane (Dichter) (1921–2016), deutsch-neuseeländischer Dichter, Umweltschützer und Hochschullehrer
- Warrel Dane (1961–2017), US-amerikanischer Musiker